# Tamashek
El tamashek és una varietat de les llengües tuaregs. És parlada pels tuaregs, principalment a l'àrea de Timbuktu. Hi ha dos dialectes divergents: Timbuktu (Tombouctou, Tanaslamt) i Tadghaq (Kidal) a Mali.
El tamasheq, parlat al nord-est de Burkina Faso, és similar.
El nom tamasheq sovint s'aplica a les llengües tuaregs en general.